# Хабарова, Ирина Сергеевна
Ири́на Серге́евна Хаба́рова (род. 18 марта 1966, Свердловск) — российская легкоатлетка, вице-чемпионка Олимпийских игр 2004 года и чемпионка Европы 2006 года в эстафете 4×100 метров, многократная чемпионка России. Заслуженный мастер спорта России. Известна тем, что свои лучшие результаты стала показывать в возрасте за 35 лет: олимпийское серебро выиграла в 38 лет, а чемпионкой Европы стала в 40 лет.
Живёт в Екатеринбурге. Выпускница Уральского государственного технического университета-УПИ.
Член сборной команды России с 1999 года. Выступала за СК «Луч» и ВФСО «Динамо» (Свердловская область). Завершила карьеру зимой 2009 года.
Тренеры
Первые тренеры — В. В. Захезин и Т. Н. Захезина. Также проходила подготовку у заслуженных тренеров РСФСР Р. Б. Табабилова и Л. И. Кизилова.

## Достижения
- Серебряный призёр Игр XXVIII Олимпиады в Афинах (2004) в эстафете 4×100 м;
- Бронзовый призёр чемпионата мира (2003) в эстафете 4×100 м[источник не указан 4857 дней];
- Чемпион России (2000-зима, 2002-лето, 2004-лето) в беге на 200 м, серебряный призёр чемпионата России (2004-лето) в беге на 100 м;
- Серебряный (1998—2001) и бронзовый (2004-зима) призёр чемпионатов России в беге на 60 м и 200 м;
- Бронзовый призёр чемпионатов России (1998—2002) в беге на 100 м и 200 м;
- Чемпионка Европы в эстафете 4×100 м (2006), бронзовый призёр в беге на 100 м и бронзовый призёр чемпионата Европы (2002) в эстафете 4×100 м;
- Серебряный (1999, 2000, 2001) и бронзовый (2002, 2003) призёр Кубков Европы в эстафете 4×100 м;
- Серебряный призёр Кубка мира (2006) в эстафете 4×100 м.

Личные рекорды: 100 м — 11,18 (2006), 200 м — 22,34 (2004).